# Dendrobium convexipes
Dendrobium convexipes är en orkidéart som beskrevs av Johannes Jacobus Smith. Dendrobium convexipes ingår i släktet Dendrobium, och familjen orkidéer. Inga underarter finns listade i Catalogue of Life.